# 紅磡觀音廟

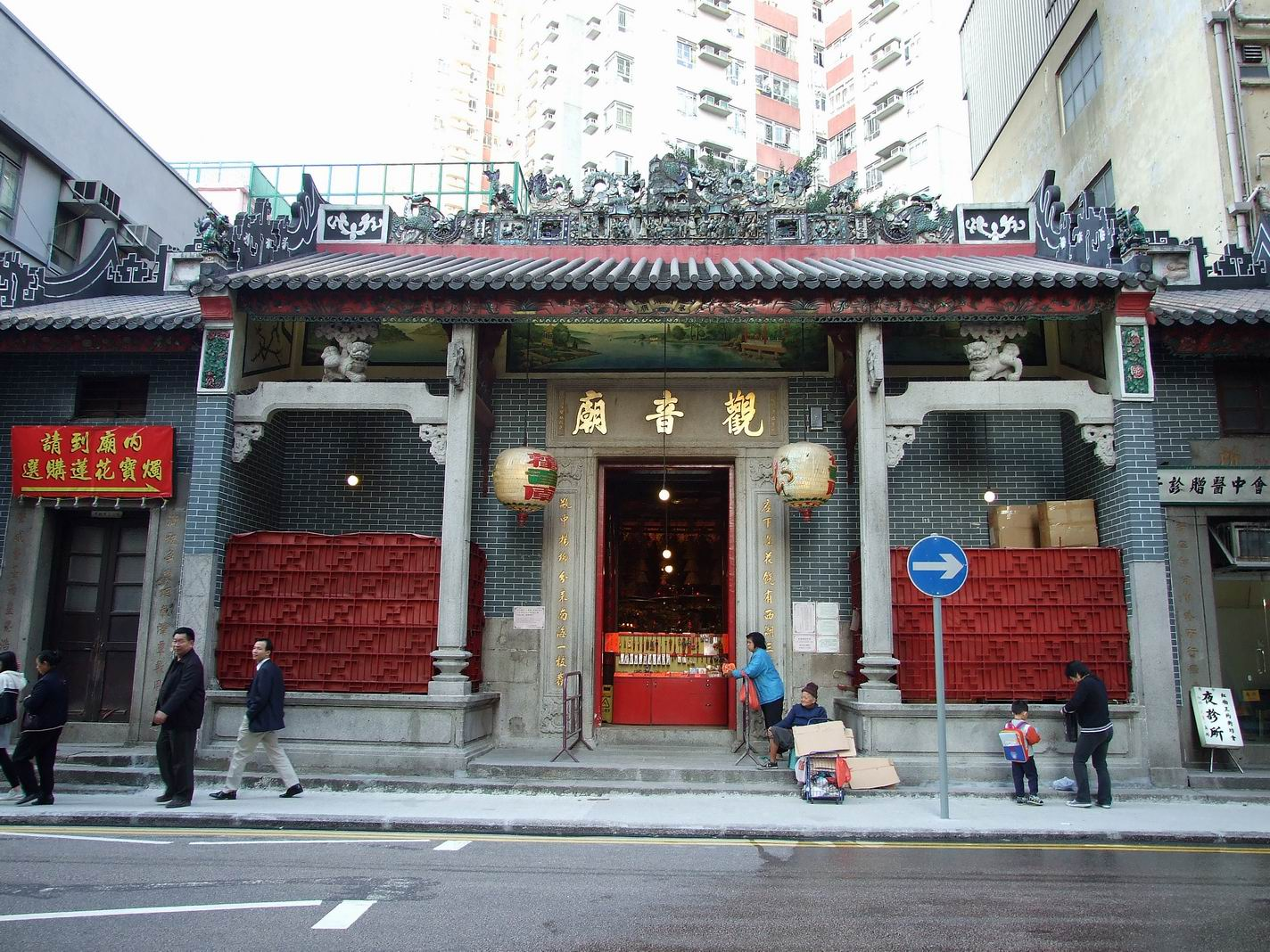
紅磡觀音廟

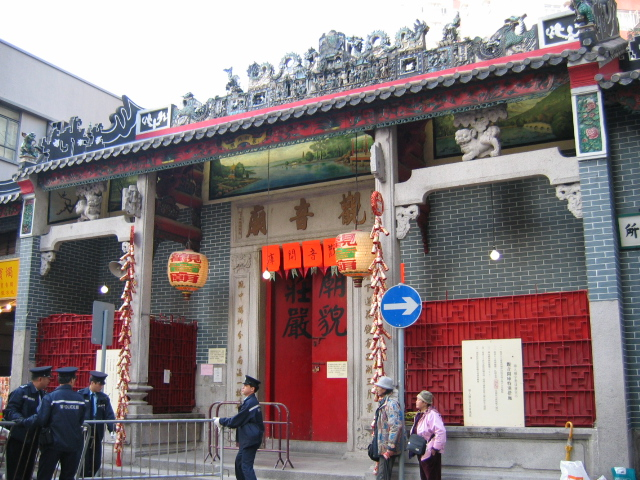
農曆正月廿六「觀音開庫」

紅磡觀音廟（英語：Kwun Yam Temple, Hung Hom）是香港九龍最大規模的觀音廟，位於紅磡差館里，由附近的居民於1873年籌建，現被列為香港一級歷史建築，並由華人廟宇委員會負責管理。但由非華廟會的團體用價高者得方式競投租用營運，與傳統佛教或道教不同，這是由1928年始由基督徒立法會議員建議所訂至今，近年一直被詰須廢除華廟會及競投制度。

## 歷史
紅磡觀音廟建於清朝同治12年（1873年），由當時紅磡三約（紅磡約、鶴園角約及土瓜灣約）的街坊合資興建，廟門額上有「觀音廟」三字的石刻，上有「光緒己丑重修」，石刻門聯：「座上蓮花，饒有西湖三月景；瓶中楊柳，分來南海一枝春」。紅磡觀音廟曾於光緒十五年（1889年）及宣統二年（1911年）重修。一直以來，這座觀音廟香火非常鼎盛。
每年中有四次觀音誕，分別是農曆的2月、6月、9月和11月的19日。每逢農曆正月廿六「觀音開庫」，都會吸引很多善信前來參拜及「借庫」。

## 建築
紅磡觀音廟分為3座，正座為觀音廟，門頭形狀如亭，中堂有蓋方如庭階，兩進則為正殿；左為「公所」，右為「書院」。現在左邊公所改為紅磡三約街坊會中醫診所，門聯：「公道自在人心，公事期諸公辦；所在無分中外，所行無忝所言」；右邊的書院則空置。

## 軼聞
由於附近設置船塢，紅磡觀音廟在日軍侵襲香港時期（1941年12月8日凌晨）先後經歷兩次大轟炸，附近的屋宇如紅磡街坊會小學通通被炸毀，而觀音廟則屹立不倒，絲毫無損。

## 註腳
1. ↑  《九龍城區風物志》 的存檔，存档日期2011-06-26.
2. ↑  .   [2008-06-13]. （原始内容存档于2016-03-05）.

## 外部連結
- 華人廟宇委員會：紅磡觀音廟 （页面存档备份，存于）